# Musée ethnographique de Ripoll
Le musée ethnographique de Ripoll est un musée situé à Ripoll (Catalogne, Espagne).

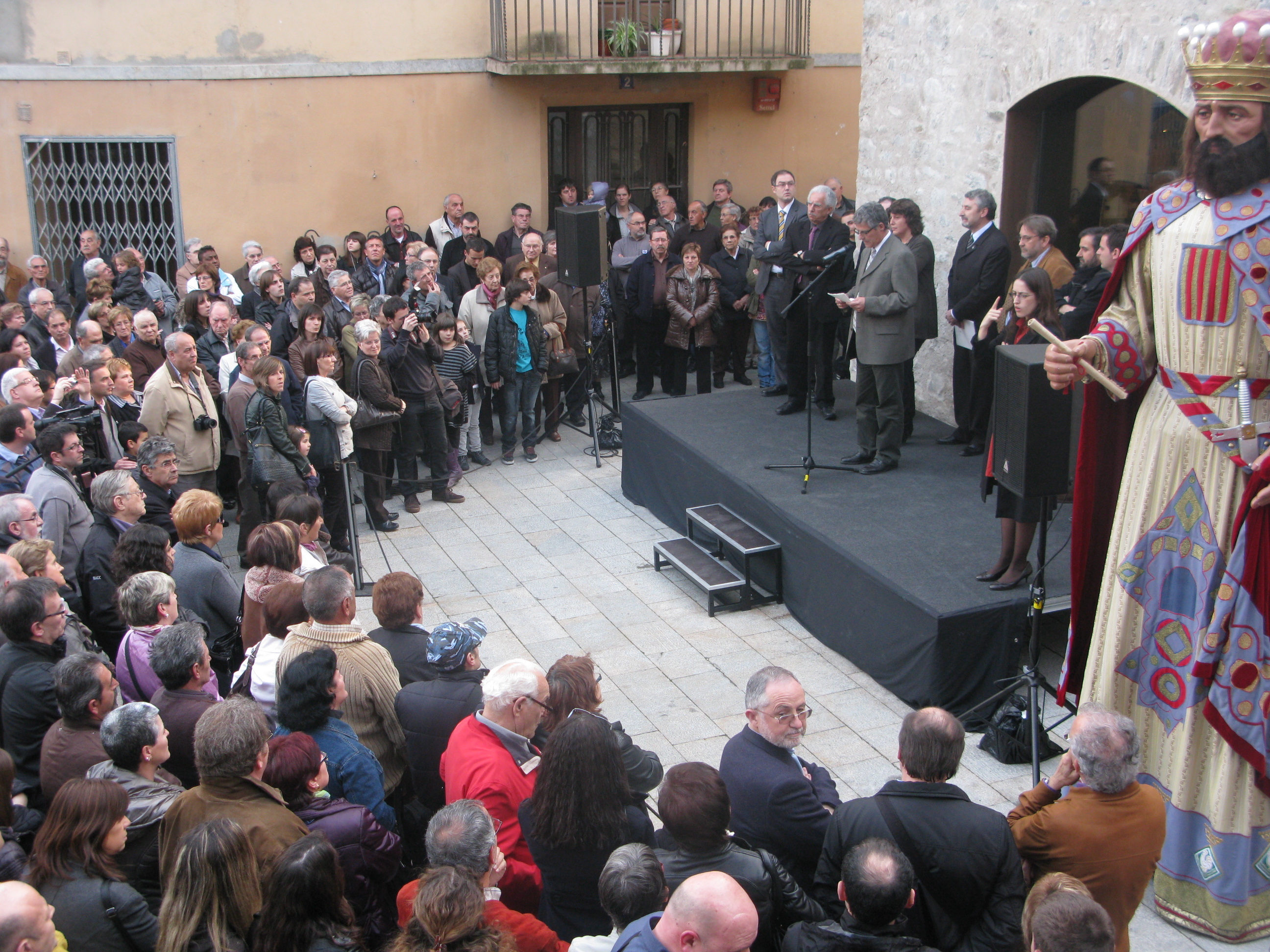
Jour de l'inauguration musée de Ripoll en 2011